# Bohumír Bunža
Bohumír Bunža (* 10. Februar 1908 in Bzenec, Mähren; † 27. November 1990 in Flushing, New York City, Vereinigte Staaten) war ein tschechischer Politiker. Als Mitglied der Tschechoslowakischen Volkspartei (Československá strana lidová; ČSL) war er von 1945 bis 1948 Abgeordneter im tschechoslowakischen Parlament. 
Im Jahr 1947 leitete Bohumír Bunža die parlamentarische Untersuchungskommission zum Massaker von Postelberg, bei dem im Jahr 1945 über 1200 deutschsprachige Bürger in einem Pogrom ermordet worden waren.

## Leben
Bohumír Bunža verbrachte seine Jugend in Bzenec. Danach lebte er einige Jahre bei seinem Onkel, dem Kanoniker Bohumír Bunza in Vyškov, wo er auch das Gymnasium besuchte. Nach dem Abitur studierte er in den Jahren 1927 bis 1931 an der Masaryk-Universität in Brünn die Rechtswissenschaften und promovierte zum JUDr. Seit den 1930er Jahren war er Mitglied der Tschechoslowakischen Volkspartei. 
Bohumír Bunža arbeitete zunächst am Bezirksgericht in Uherské Hradiště und danach als Richter am Bezirksgericht in Bojkovice. Während der deutschen Besatzung von 1939 bis 1945 war er im Widerstand aktiv. Er arbeitete mit der Widerstandsgruppe Obrana národa und der Carbon Airborne zusammen.

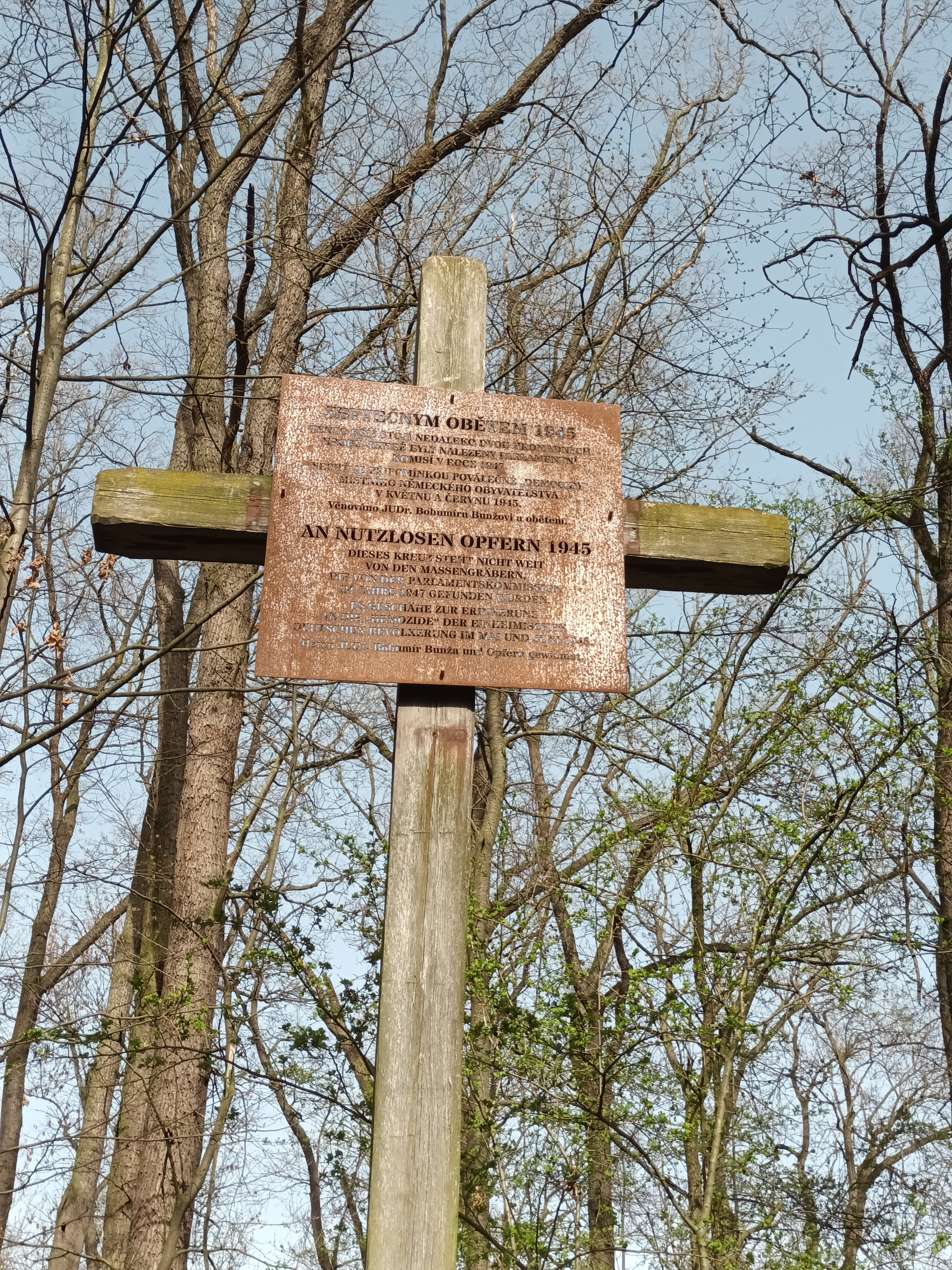
Gedenkkreuz an einem früheren Massengrab bei Postoloprty (2024)

Nach der Befreiung vom deutschen Nationalsozialismus war er von 1945 bis 1948 stellvertretender Vorsitzender des regionalen Parteivorstandes in Uherské Hradiště. Von 1945 bis 1946 war er Abgeordneter der Provisorischen Nationalversammlung. Bei den Parlamentswahlen 1946 verteidigte er sein Mandat und wurde Mitglied der Konstituierenden Nationalversammlung, der er bis Juni 1948 angehörte. Im Parlament war er Mitglied des Sicherheitsausschusses und gehörte zu einer Gruppe antikommunistischer Abgeordneter, die versuchten, der Unterwanderung der Sicherheitskräfte durch die Kommunistische Partei (KSČ) entgegenzuwirken. Als Vorsitzender einer Parlamentskommission untersuchte er im Jahr 1947 den Massenmord an der deutschsprachigen Zivilbevölkerung von Postoloprty im Mai und Juni 1945, der später als Massaker von Postelberg in die Geschichte einging.
Nach dem kommunistischen Februarumsturz im Jahr 1948 wurde er aus der Tschechoslowakischen Volkspartei ausgeschlossen. Am 10. April 1948 flüchtete er in einem Güterzug in die amerikanische besetzte Zone Deutschlands. Er war danach in einem tschechischen Komitee in Regensburg politisch aktiv. Am 25. November 1948 wurde er in einem Schauprozess (in Abwesenheit) zum Tode verurteilt.
Im Exil engagierte er sich weiter in politischen Organisationen, zunächst in London, dann in Rom und schließlich in den Vereinigten Staaten. Er war weiter Mitglied der Exilorganisation der Tschechoslowakischen Volkspartei. Im Jahr 1949 war er Mitbegründer des Rates der Freien Tschechoslowakei. Er war Mitglied des Ausschusses in London und ab Oktober 1949 des Hauptausschusses in den Vereinigten Staaten. Von 1962 bis 1977 war er außerdem Mitglied des Vorstands des Internationalen Christlich-Demokratischen Studien- und Dokumentationsinstituts in Rom und Chefredakteur der Christlich-Demokratischen Rundschau.
Nach der Samtenen Revolution von 1989 konnte Bohumír Bunža die Tschechoslowakei noch zweimal besuchen. Dabei kam er auch in seinen Geburtsort Bzenec. Er starb am 27. November 1990 in Flushing, einem Stadtteil von New York City in den Vereinigten Staaten.
Im Jahr 1992 wurde Bohumír Bunža durch die tschechoslowakische Justiz rehabilitiert.